# Iulium Carnicum
Iulium Carnicum (łac. Iuliensis, wł. Zuglio) – stolica historycznej diecezji w Italii erygowanej w roku 380, a włączonej w 740 w skład Patriarchatu Akwileji.
Współcześnie miejscowość Zuglio znajduje się w prowincji Udine we Włoszech. Obecnie katolickie biskupstwo tytularne ustanowione w 1967 przez papieża Pawła VI.

## Biskupi tytularni
| Lp. | Biskup                          | Funkcja                              | Od                   | Do                |
| --- | ------------------------------- | ------------------------------------ | -------------------- | ----------------- |
| 1   | Aldo Gobbi                      | biskup pomocniczy Imoli (Włochy)     | 22 kwietnia 1967     | 29 listopada 1973 |
| 2   | Emilio Pizzoni                  | biskup pomocniczy Udine (Włochy)     | 21 marca 1974        | 1 sierpnia 1985   |
| 3   | Pietro Brollo                   | biskup pomocniczy Udine (Włochy)     | 21 października 1985 | 2 stycznia 1996   |
| 4   | Alfred Rotich                   | biskup pomocniczy Nairobi (Kenia)    | 9 marca 1996         | 29 sierpnia 1997  |
| 5   | Mario Zenari                    | nuncjusz apostolski                  | 12 lipca 1999        | 19 listopada 2016 |
| 6   | Pedro Sergio de Jesús Mena Díaz | biskup pomocniczy Juktakanu (Meksyk) | 27 maja 2017         |                   |